# Île Chevreau
Île Chevreau također poznat kao Île Bonhomme je otok pokraj sjeverne obale Svetog Bartolomeja na Karibima. To je najzapadniji u nizu otoka. Uglavnom je stjenovit, s rijetkim područjima vegetacije prema sredini i zapadnoj strani. S površinom od 62 hektara, drugi je po veličini satelitski otok Svetog Bartolomeja nakon Île Fourchue.